# Cordón del Azufre
Pour les articles homonymes, voir Azufre.
Ne doit pas être confondu avec Cerro del Azufre.
Le Cordón del Azufre est un petit complexe volcanique inactif situé dans la cordillère des Andes, à la frontière entre l'Argentine (province de Catamarca) et le Chili (région d'Atacama).

## Géographie
C'est un massif volcanique andin situé sur le rebord nord-ouest de la Puna. Administrativement, il se trouve dans le nord-ouest du département d'Antofagasta de la Sierra de la province argentine de Catamarca et dans l'est de la région d'Atacama du Chili.
Il est situé à quelque cinquante kilomètres au sud du volcan Llullaillaco et à cinquante kilomètres également au sud-ouest de l'extrémité du salar d'Arizaro.
Il s'agit d'un grand champ de lave noirâtre, parsemé de quatre ou cinq cratères, qui donnent l'impression de grosses bulles éclatées à la surface d'une soupe pâteuse. Le volcan n'est pas actif actuellement.